# 神通川
神通川（じんずうがわ、じんづうがわ）は、岐阜県及び富山県を流れる一級河川（1969年4月1日指定）で、神通川水系の本流。上流域は宮川（みやがわ）と呼ばれる。

## 地理

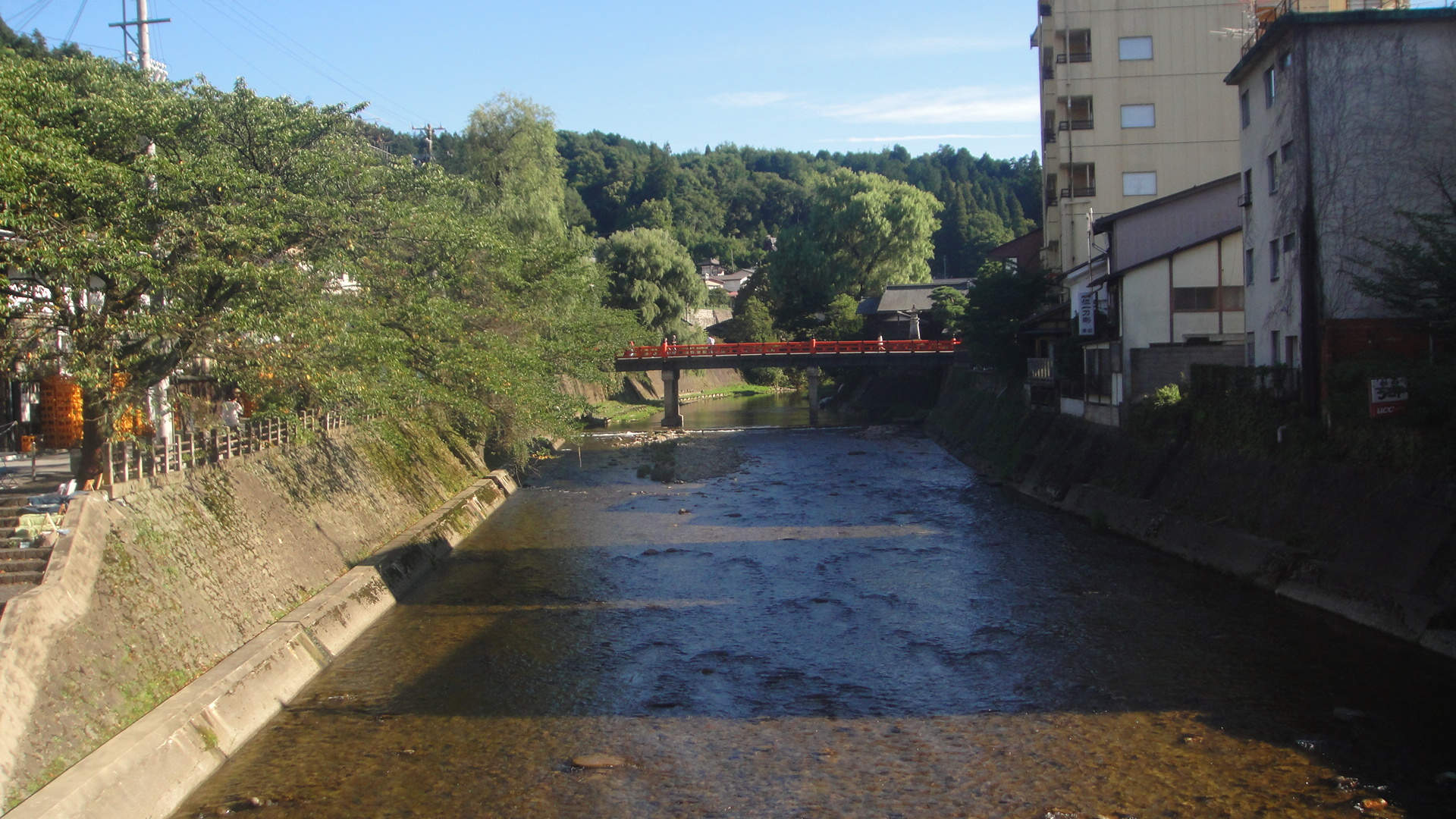
筏橋からみた宮川（神通川）と中橋

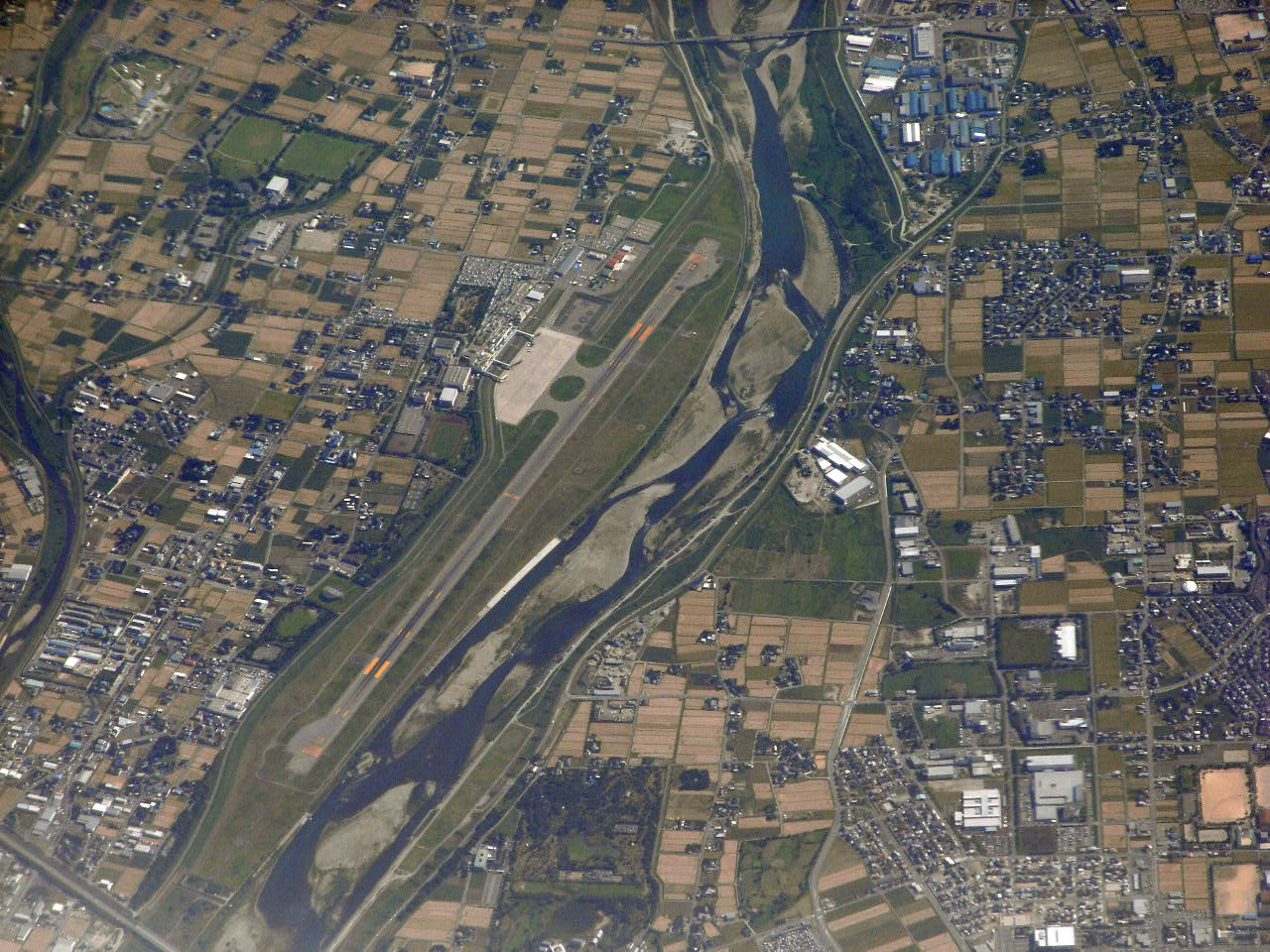
神通川の河川敷に建設された富山空港

富山県の七大河川（黒部川、片貝川、早月川、常願寺川、神通川、庄川、小矢部川）の一つ。河口部は傾斜が緩やかなものの、上・中流部は日本でも屈指の急流となっている。
岐阜県高山市の川上岳付近を水源とし、「宮川」として高山盆地や古川盆地を抜けて川上川・大八賀川・小鳥川などと合流しながら北へと流れる。富山県に入ると細入地域南部の猪谷付近で高原川と合流して、名前を「神通川」へと変える。猪谷から下流は河岸段丘が形成されており、この付近に神一ダム・神二ダム・神三ダムが建設されている。
大沢野地域笹津付近からは常願寺川との複合扇状地を形成し、大沢野地域岩木付近からは富山平野を直線的に北へと流れる。井田川・熊野川・いたち川・松川などと合流して富山湾に注ぐ。河口周辺は富山県指定の「神通川河口鳥獣保護区」として鳥獣保護区に指定されている。
下流域の新婦大橋付近、神通川本流と西派川に挟まれた富山市八尾町中神通・西神通の地域では輪中が形成されている。

### 流域の自治体
- 岐阜県: 高山市、飛騨市[4]
- 富山県: 富山市、南砺市

### 主な支流
一級河川のみ、下流側から順に記載（出典：岐阜県）。
- いたち川
  - 赤江川
  - 松川[8]
- 井田川
  - 久婦須川
  - 山田川
- 土川
- 熊野川
- 長棟川
- 高原川
  - ソンボ谷川
  - 跡津川
  - 山田川
  - 吉田川
  - 蔵柱川
  - 双六川
    - 中ノ俣川
      - 北ノ俣川

  - 蒲田川
- 鳥川
  - 稲越川
  - 金山谷川
  - 片野川
- 戸市川
- 殿川
  - 黒内川
  - 畦畑川
- 太江川
- 荒城川
  - 桐谷川
  - 十三墓岐川
  - 宮谷川
  - 漆谷川
- 宇津江川
- 瓜巣川
  - 脇谷川
- 糠塚川
- 小八賀川
  - 大萱谷川
  - 山口谷川
  - 小木曽谷川
  - 池ノ俣川
- 川上川
  - 高曽洞川
  - 京塚谷川
  - 牧谷川
  - 今谷川
  - 大楢谷川
- 苔川
- 大八賀川
  - 山口川
  - 生井川
    - 滝川
- 江名子川
- 常泉寺川

## 自然

### 気候
神通川下流に位置する富山市の年降水量は約2,200mmで、左岸に位置する同市八尾町では約2,500 mmである。いずれも夏季の気温が高く冬季の雨量が多い日本海側気候となっている。上流部は高い山々に囲まれた盆地地域で、夏季に雨が多く気温が比較的低い内陸性気候であり、上流部の高山観測所における年降水量は約1,700 mmである。

### 地下資源
高原川沿いには神岡鉱山という大規模な亜鉛・鉛・銀鉱山が所在し、神岡町（現・飛騨市）の小盆地に大規模な鉱山町を形成していた。その採掘の歴史は奈良時代にまで遡るが、2001年（平成13年）6月に鉱石の採掘を中止した。
長棟川の長棟鉛山は1626年（寛永3年）に山師である大山佐平次が発見したもので、流域に鉱山町を形成したが、昭和10（1935）年には廃村となった。
また、庵谷峠（神一ダム付近）では銀山が所在した。

### 植生
上流部の樹木としてはミズナラやブナ、クリなどが多く、その中にアカマツが混じる。植物では、絶滅危惧I類のシャジクモや準絶滅危惧種であるミクリ、岐阜県の準絶滅危惧であるヒメザゼンソウ、チョウジギクなどが確認されている。
下流では、砂礫州にツルヨシが多く、カワラハハコの群落やアキグミ群落、ネコヤナギ群落などが見られる。高水敷は撹乱が少なく安定し、ススキが多く、落葉広葉樹林であるエノキやヌルデ、アカメガシワ、常緑針葉樹林のアカマツの群落が多い。
最下流にはカワラヨモギやカワラハハコの群落があり、高水敷にはオギやカナムグラ、ヨモギ、クズ、アズマハネザサの群落がある。この辺りではススキより帰化植物のセイタカアワダチソウが優勢となる。

### 動物
上流部（小鳥川合流より上流）では、鳥類では、サギ類、カモ類、チドリ類、カワガラス、カワセミ、ヤマセミのほかに絶滅危惧II類であるオオタカやサンショウクイ、環境省指定の準絶滅危惧のチュウサギ、ハチクマ、ハイタカが確認されている。哺乳類では、ニホンザル、ツキノワグマ、タヌキ、アナグマのほかに国指定特別天然記念物のニホンカモシカが確認されている。

### 魚類・水生生物
上流部の魚類では、アユ、ウグイ、オイカワ、カワムツ、アブラハヤ、イワナ、ニジマス、カワヨシノボリに、絶滅危惧II類に指定されるアカザやスナヤツメが生息する。
下流部には瀬と淵が形成され、アユ、サクラマス、アカザ、スナヤツメなどの希少な魚類が生息する。ワンドにはフナやコイが生息するが、外来生物のブルーギルも繁殖を続けている。

## 神通川水系
神通川流域は、富山、岐阜両県にまたがり、富山市、南砺市、岐阜県の高山市、飛騨市の4市からなる。流域の土地利用は、山地が約87%、水田・畑地が約9%、宅地等が約4%となっている。
流域人口は37万7000人で、支川数は105であった。

### 支流と流域自治体
下流の富山平野区間では排水河川の役割もしており、右岸には常願寺川扇状地に押し出されるように神通川に合流した小河川が複数ある。
また、第一支流の井田川とその第二支流の久婦須川は両県に跨る大河川である。

## 名前の由来
神通川という名前の由来については大まかに2つの説がある。
- 川を挟んで鵜坂神社の神と多久比禮志神社（塩宮）の神が交遊されていたので、「神が通られた川」という意味から神通川と呼ばれた。
- 太古の昔、神々が飛騨の船津から乗船し、越中の笹津に着船されたことから神通川と呼ばれた。
- 神通力に由来するという説があるが、確実なものではない。

一方、岐阜県内の「宮川」という名前はこの川の源流付近に飛騨国の一宮である水無神社があることに由来する。

## 歴史

### 古名
『万葉集』巻17に登場する「婦負郡の鵜坂（うさか）川（宇佐可河泊）」を、神通川の古名と推定する説が有力である。これは天平20年（748年）に越中守大伴家持が当地を巡行した際に詠んだ一首、「鵜坂川渡る瀬多みこの吾が馬の足掻きの水に衣濡れにけり」である。後代の『八雲御抄』や『堀河百首』にも詠まれている。
「鵜坂川」は鵜坂神社付近を流れる支流井田川を指すという説や、馬に乗ったまま渡渉可能な小川であるから鵜坂神社境内の小川のこととみる説もある。この和歌に続いて「鵜を潜かづくる人を見て作れる」などと記されているのだが、実際に家持が当地を訪れた「春」は鵜漁のシーズンではないため、実景を詠んだものではないとする説もある。
家持は続いて「売比（めひ）川の早き瀬ごとに篝さし八十伴の男は鵜川立ちけり」と詠んでおり、「鵜坂川」は鵜坂神社（旧鵜坂村）付近での神通川の呼称、「売比川」はもっと下流部での呼称とする説もある。これとは違い、古代の婦負郡の範囲は後世よりも広く、「売比川」は常願寺川の古名とみる説もある。
このほか、森田柿園『越中志徴』には、古名を「有磯（ありそ）川」と言ったとある。
戦国時代の史料には「神通川」が多く登場し、早いものでは永正17年（1520年）12月22日長尾為景感状にある「越神通河」、ほか永禄12年（1569年）の上杉輝虎（上杉謙信）書状、同年の北条氏康書状にみられる。

### 古代
サケやマス（サクラマス）が遡上する川としても知られていた。平安時代の延喜式には、都への献上品として神通川のサケのなれ寿司が登場する。後に、神通川から取れるサクラマスを使った鱒寿司は富山の名物となった。サクラマスの漁獲量は激減したが、神通川に近い市街地には鱒寿司を製造する店が多く存在する。

### 河川改修事業
かつての神通川は、富山の街の中を東に大きく蛇行し、河口が現在より西側に位置していた。戦国時代には神通川のすぐ脇に富山城が築城され天然の堀として利用された。この際、佐々成政によって洪水による流路変更を利用して富山城の北側に流れるよう流路を付け替えている。
しかし蛇行部分でたびたび水害が発生していたため、明治時代の1901年1月から1903年5月21日にかけて、蛇行部分を短絡する分流路（馳越線）を作り（工事完成は同年5月31日）、一定量を超える洪水は、新たに造った馳越線に流れるようにした。しかし、洪水の度に、馳越線の方が本流のようになり、本来の本流には水が流れないようになってきたため、馳越線の方を本流とした。馳越線工事後の旧川については、水の流れを締切り、水が流れなくなった部分には1930年から建設が始まった富岩運河から出た大量の土砂で埋立て川幅を狭め、旧来の本流は松川と名を改めた。埋立地となった廃川敷には1936年には町名が設定がなされ、日満産業大博覧会の会場となるなど区画整理と土地利用が徐々に進み、富山県庁舎、富山市役所などの施設が建設されていった。
1918年、大沢野村から河口までの約20kmの川幅を広げ、両岸の護岸を統一的に見直す改修事業が開始され、予算や工期を見直す等して、1938年3月に完了した。。
河口部分については、1926年7月15日に改修を行い、千原崎で本川を締め切り、河道を西の新川に移した。こうして1928年3月に東岩瀬港（現・富山港）と分離され、現在の流路が確定した。また、八尾町の中神通と西神通の輪中堤も整備された。

### 災害・事故
- 1914年[8]（大正2年）8月13日 - 大水害。死者54人、行方不明60人[23]。
- 1948年（昭和23年）7月25日 - 集中豪雨による増水のため富山市内の堤防左岸が決壊、浸水家屋800戸以上。また、神通大橋の中央部が流失した[24]。
- 1958年（昭和33年）10月7日 - 成子橋下流の渡し船が転覆。4人が死亡[25]。

### 一級河川指定以降
1968年（昭和43年）9月4日、一級河川の指定を受けた。
2019年（令和元年）10月5日、北陸新幹線神通川橋梁上流から熊野川合流部までの約3.7kmの区間の右岸堤防の整備を行う富山市街地重点防御築堤事業が着工した。同事業により堤防が平均80cmの嵩上げおよび平均3.3mの拡幅が行われ、2023年（令和5年）9月30日に竣工式が挙行された。

## 公害
高度成長期、主に大正時代から昭和40年代にかけて神通川流域でイタイイタイ病が問題化した。これは、岐阜県の神岡鉱山（三井金属鉱業株式会社管理）から出された廃液中のカドミウムを原因とする公害病であった。
「ビタミンD不足説」と「カドミウム原因説」に意見が分かれたが、婦負郡婦中町（現在の富山市婦中町）にある萩野病院（当時）の院長である萩野昇が神通川流域のカドミウムが原因であると突き止めた。

## 文化作品
新田次郎にイタイイタイ病を扱った『神通川』という小説がある。常願寺川と神通川をつなぐいたち川は富山に住んでいたことがある作家宮本輝の小説『螢川』の舞台となっている（1987年に映画化）。

## 河川施設
| 一次 支川名 （本川） | 二次 支川名 | 三次 支川名 | ダム名         | 堤高 (m) | 総貯水 容量 (千m3) | 型式         | 事業者           | 備考   |
| -------------------- | ----------- | ----------- | -------------- | -------- | ------------------ | ------------ | ---------------- | ------ |
| 宮川                 | －          | －          | 宮川防災ダム   | 29.0     | 1,628              | アース       | 岐阜県           |        |
| 宮川                 | －          | －          | 角川ダム       | 21.5     | 879                | 重力         | 関西電力         |        |
| 宮川                 | －          | －          | 坂上ダム       | 23.5     | 1,839              | 重力         | 関西電力         |        |
| 宮川                 | －          | －          | 打保ダム       | 25.5     | 4,524              | 重力         | 関西電力         |        |
| 神通川               | －          | －          | 神一ダム       | 45.0     | 5,742              | 重力         | 北陸電力         |        |
| 神通川               | －          | －          | 神二ダム       | 40.0     | 8,663              | 重力         | 北陸電力         |        |
| 神通川               | －          | －          | 神三ダム       | 15.5     | 1,455              | 重力         | 北陸電力         |        |
| 大八賀川             | －          | －          | 大島ダム       | 53.1     | 4,720              | 重力         | 岐阜県           | 建設中 |
| 小八賀川             | －          | －          | 深谷ダム       | 27.3     | 300                | ロックフィル | 岐阜県           |        |
| 荒城川               | －          | －          | 丹生川ダム     | 69.5     | 6,200              | 重力         | 岐阜県           |        |
| 小鳥川               | －          | －          | 下小鳥ダム     | 119.0    | 123,037            | ロックフィル | 関西電力         |        |
| 高原川               | －          | －          | 浅井田ダム     | 21.1     | 340                | 重力         | 北陸電力         |        |
| 高原川               | －          | －          | 新猪谷ダム     | 56.0     | 1,608              | 重力         | 北陸電力         |        |
| 高原川               | 双六川      | －          | 双六ダム       | 19.0     | －                 | 重力         | 富山共同自家発電 |        |
| 高原川               | 山田川      | －          | 山田防災ダム   | 32.3     | 1,246              | アース       | 岐阜県           |        |
| 熊野川               | －          | －          | 熊野川ダム     | 89.0     | 9,100              | 重力         | 日本海発電       |        |
| 井田川               | －          | －          | 猿越ダム       | 29.6     | －                 | 重力         | 富山県企業局     |        |
| 井田川               | －          | －          | 中山ダム       | 24.0     | 111                | 重力         | 富山県企業局     |        |
| 井田川               | －          | －          | 室牧ダム       | 80.5     | 17,000             | アーチ       | 富山県企業局     |        |
| 井田川               | －          | －          | 八尾ダム       | 21.0     | 300                | 重力         | 富山県企業局     |        |
| 井田川               | 大足谷川    | －          | 仁歩水槽ダム   | 19.9     | 111                | 重力         | 富山県企業局     |        |
| 井田川               | 野積川      | －          | 原山ダム       | 18.5     | 35                 | アース       | －               |        |
| 井田川               | 久婦須川    | －          | 久婦須第二ダム | 18.6     | 132                | 重力         | 北陸電力         |        |
| 井田川               | 久婦須川    | －          | 久婦須川ダム   | 95.0     | 10,000             | 重力         | 富山県企業局     |        |
| 井田川               | 山田川      | －          | 菅沼ダム       | 22.0     | 524                | 重力         | 富山県企業局     |        |
| 井田川               | 山田川      | －          | 若土ダム       | 26.0     | 242                | アーチ       | 富山県企業局     |        |
| 井田川               | 山田川      | 湯谷川      | 湯谷川ダム     | 63.7     | 1,636              | ロックフィル | 富山県企業局     |        |
| 井田川               | 山田川      | 辺呂川      | 藤ヶ池         | 18.2     | 615                | アース       | 富山県企業局     |        |

## 並行する交通

### 鉄道
- 富山地方鉄道 富山港線
- 西日本旅客鉄道（JR西日本）・東海旅客鉄道（JR東海） 高山本線
- あいの風とやま鉄道 あいの風とやま鉄道線

### 道路
- 国道41号 - 高山市・宮峠 - 富山市市街地。ただし、飛騨市内で宮川は大きく西に蛇行するのに対し、国道41号は数河峠を越え高原川に沿うルートを通ってショートカットする。
- 国道360号・国道471号（国道472号） - 国道41号がショートカットする区間で宮川に並行する。

## 主な橋梁
- 山王橋
- 昭和橋
- 和合橋
- 枡形橋
- 中橋

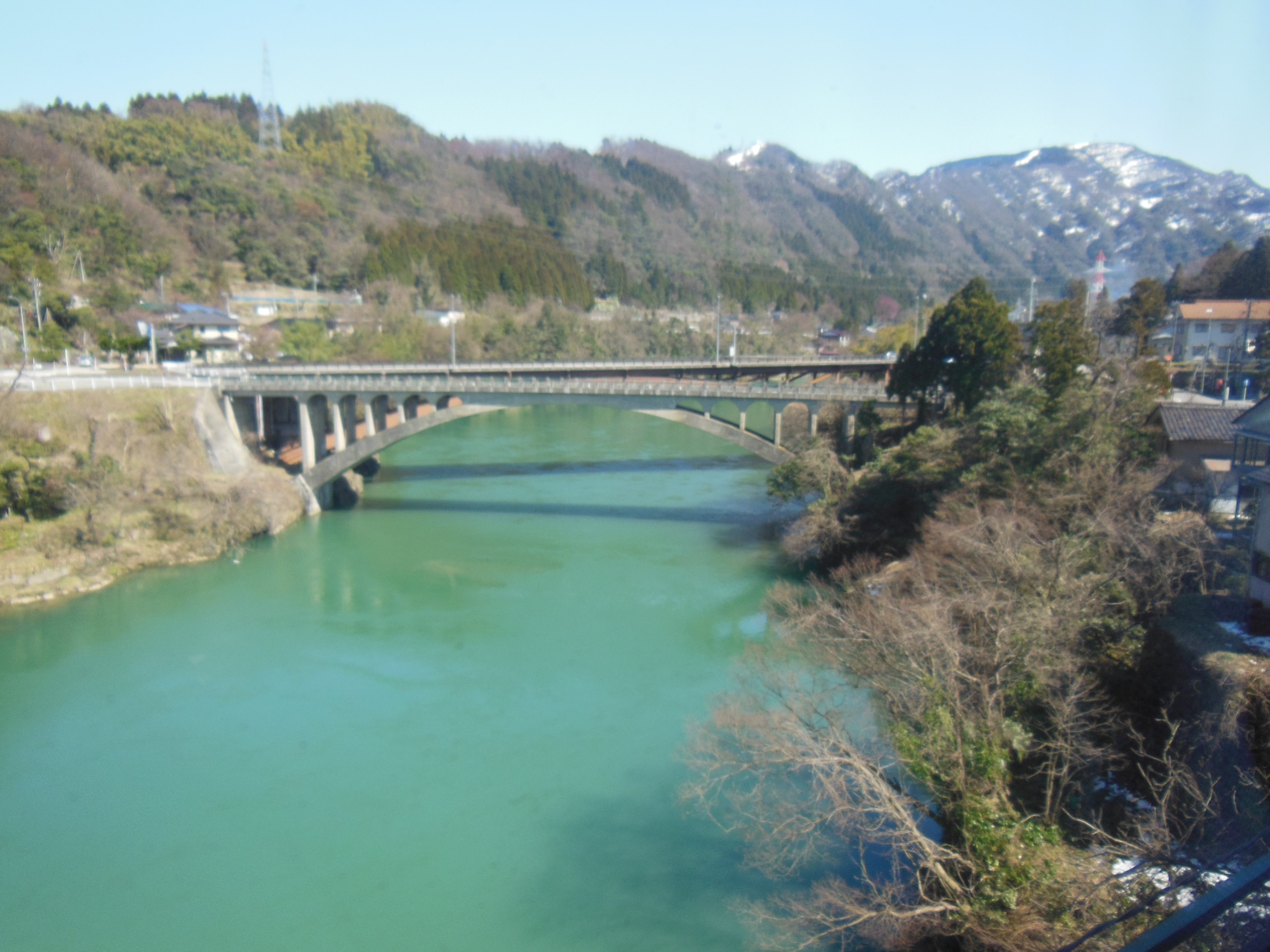
笹津橋（手前）と新笹津橋（奥）

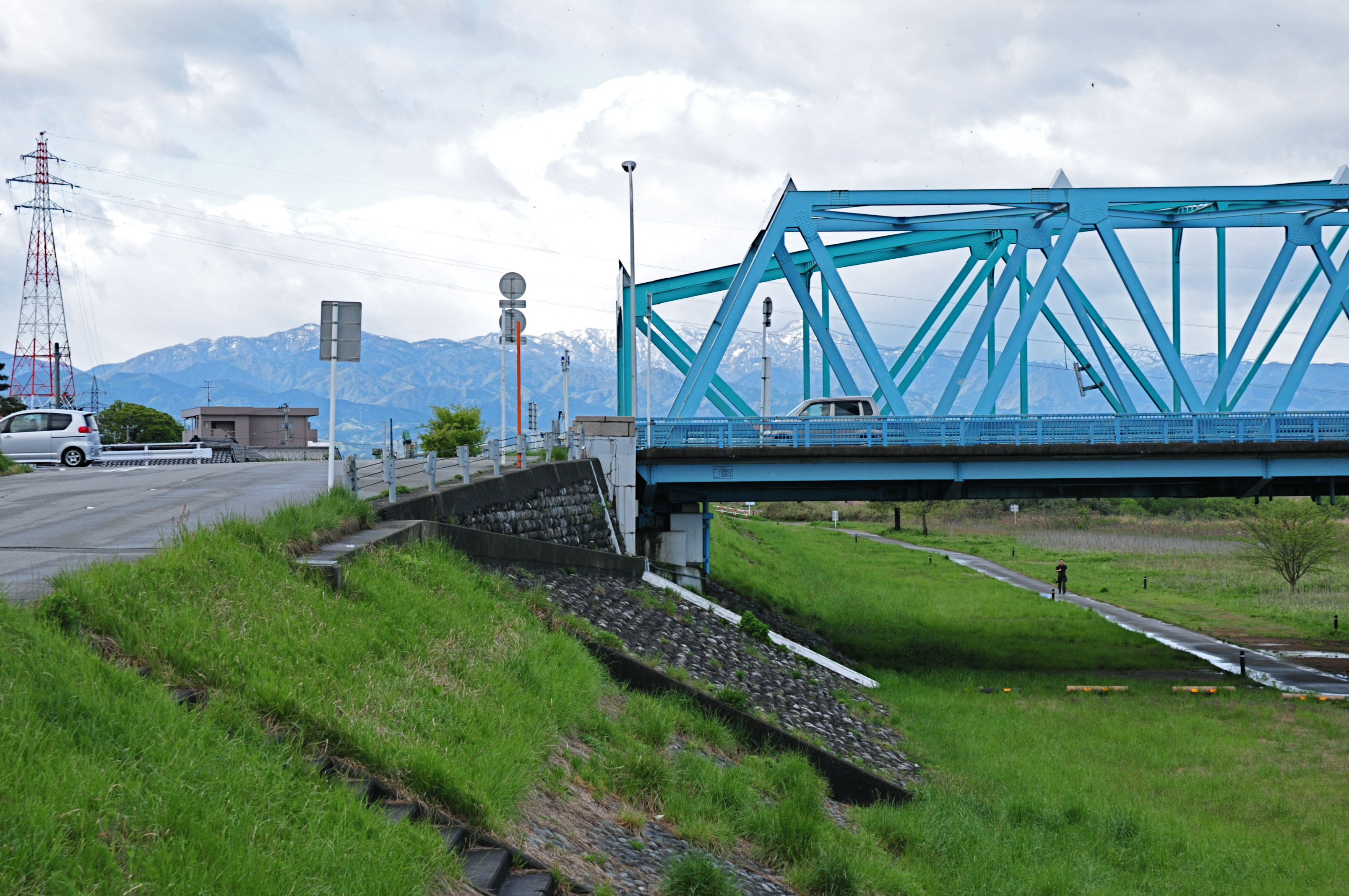
有沢橋

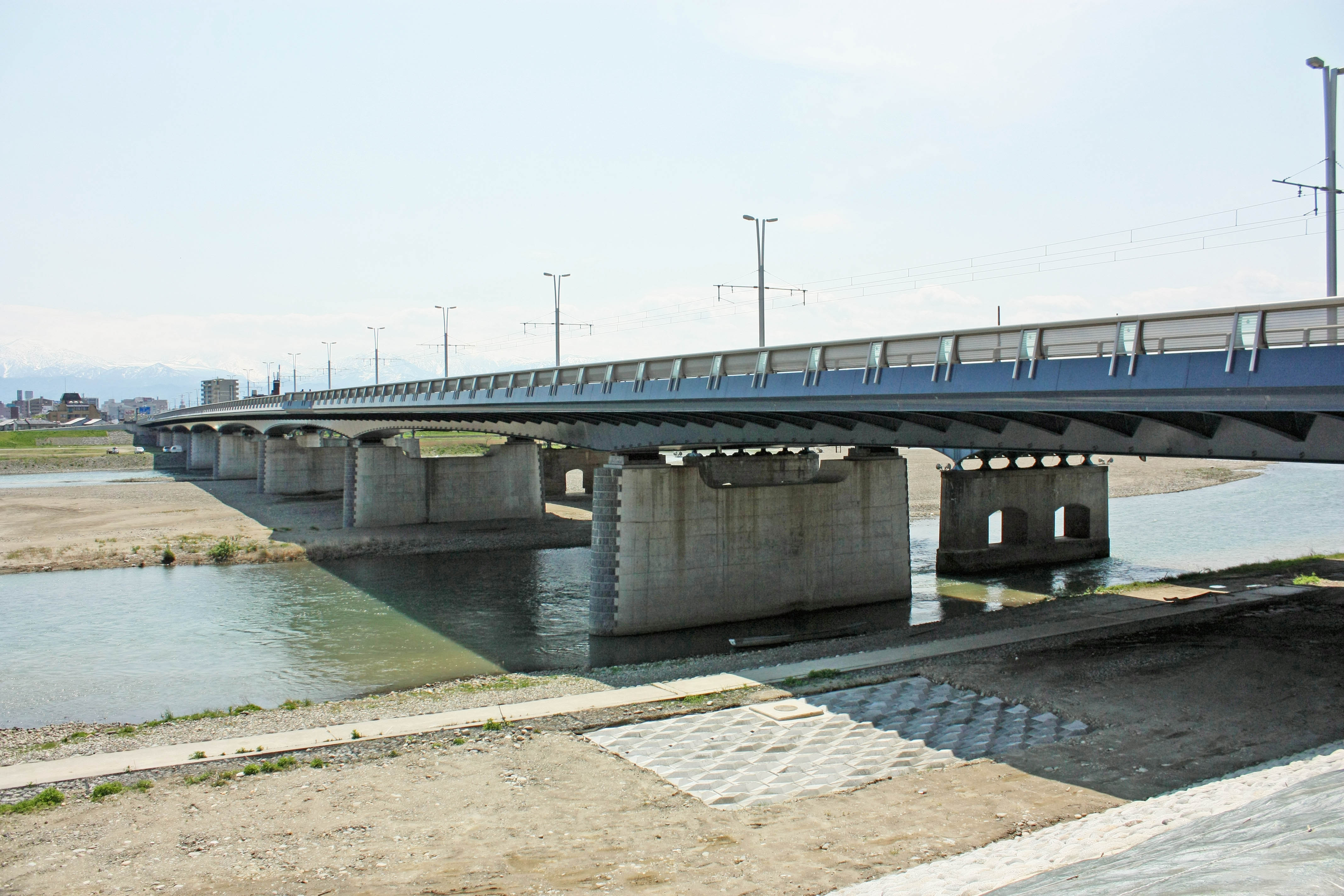
富山大橋

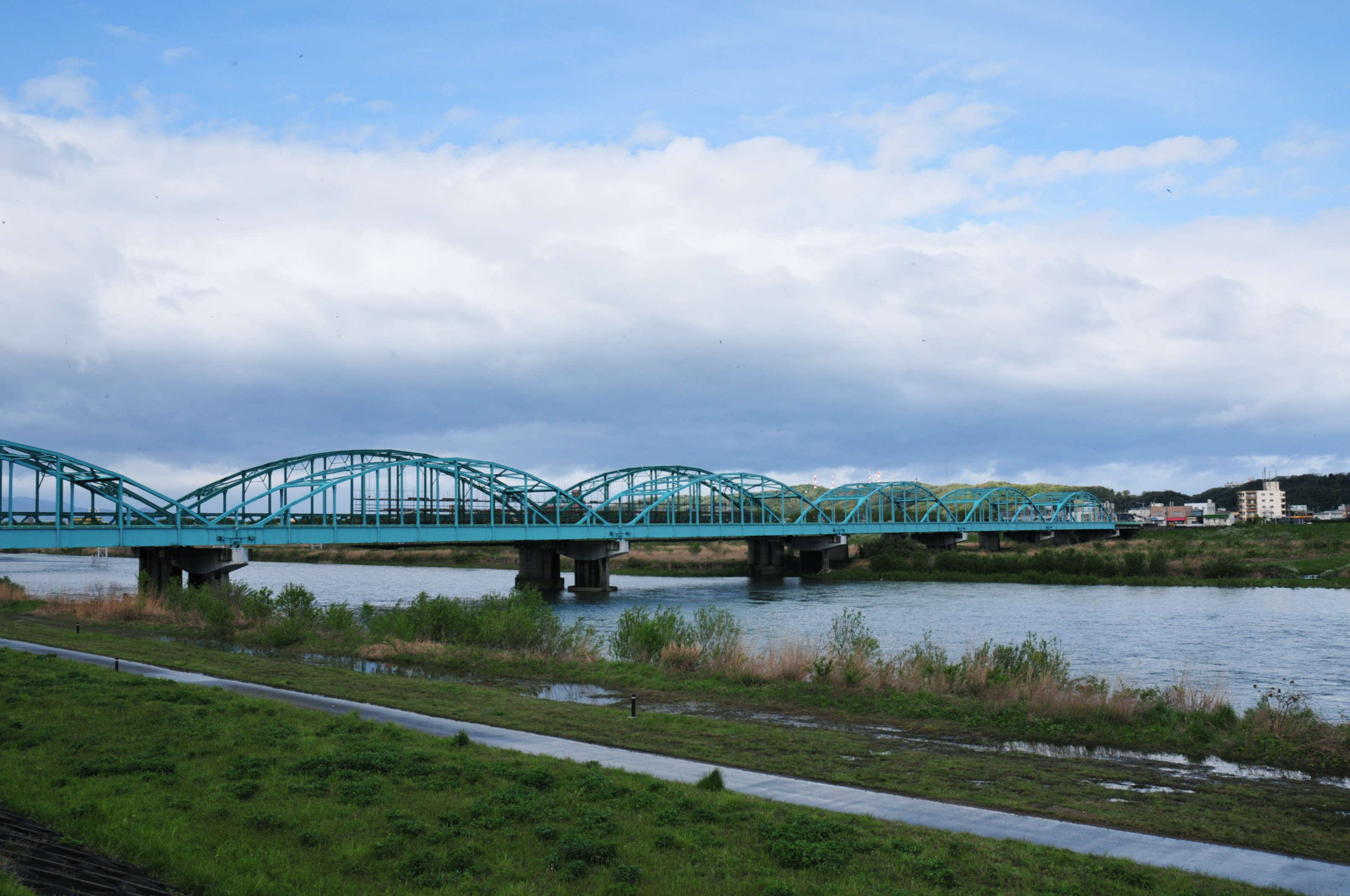
神通大橋

- 筏橋 - 岐阜県道462号岩井高山停車場線
- 柳橋
- 鍛治橋 - 国道158号
- 弥生橋
- 宮前橋
- 連合橋
- 万人橋 - 岐阜県道458号町方高山線
- 松本橋 - 岐阜県道460号石浦陣屋下切線
- 宮川大橋 - 国道41号
- 八千代橋
- 天神橋
- 金桶橋 - 国道41号
- 新広瀬橋 - 岐阜県道482号新田飛騨国府停車場線
- 四十八滝橋 - 岐阜県道479号古川宇津江四十八滝国府線
- 新蛤橋 - 国道41号
- 宮城橋 - 岐阜県道480号飛騨古川停車場線
- 新鮎ノ瀬橋 - 国道41号
- 鷹狩橋 - 岐阜県道75号神岡河合線
- ヤソゼ橋 - 国道360号
- 蛇渕橋 - 国道360号
- 大瀬橋 - 国道360号
- 成手橋 - 国道360号
- 平成橋 - 国道360号
- 新旭橋 - 国道360号
- 鮎飛橋 - 国道360号
- 新国境橋 - 国道41号
- 神峡橋
- 吉野橋
- 寺津橋
- 庵谷町長大橋 - 国道41号（富山高山連絡道路）
- 布尻楡原大橋 - 国道41号（富山高山連絡道路）
- 観光橋 - 富山市市道楡原布尻線
- 新笹津橋 - 国道41号
- 笹津橋 - 自転車歩行者道・元 国道41号（登録有形文化財）
- 大沢野大橋 - 富山県道341号八尾大沢野線
- 新婦大橋
- 成子大橋 - 富山県道35号立山山田線
- 新保大橋
- 神通川橋 - 北陸自動車道
- 婦中大橋 - 国道359号
- 有沢橋 - 富山県道62号富山小杉線
- 富山大橋 - 富山県道44号富山高岡線
- 神通大橋 - 富山市市道五艘大泉線
- 神通川橋梁 - 北陸新幹線
- 神通川橋梁 - 高山本線
- 新神通川橋梁 - あいの風とやま鉄道線
- 富山北大橋 - 富山県道208号小竹諏訪川原線
- 中島大橋 - 国道8号
- 萩浦橋 - 国道415号